# Damaraland
Damaraland – bantustan w Afryce Południowo-Zachodniej, utworzony w 1980 roku dla Hererów.
Damaraland obejmował powierzchnię 47 990 km² i był zamieszkany przez 44 000 ludzi. Jego stolicą było Khorixas.
Przywódcą bantustanu był Justus Garoëb.
Bantustan został zlikwidowany w maju 1989.